# Грицай Володимир Богданович
Володимир Богданович Грицай — український музикант, диригент, діяч культури, Заслужений працівник культури України (2005), Директор Тернопільського муніципального духового оркестру «Оркестра Волі» м. Тернопіль.

## Життєпис
Володимир Богданович народився 15 травня 1956 року в селі Кутківці, нині належить до Тернополя Тернопільської области України в сім’ї робітників.
Закінчив Тернопільську середню №5 та музичну (1973) школи, духовий відділ Теребовлянського культосвітнього училища (1977, нині коледж культури і мистецтв; з відзнакою), Рівненський державний інститут культури (1982, нині гуманітарний університет; грав у філармонічному, театральному, естрадному та джазовому оркестрах м. Рівного).
Працював:
- художнім керівником Тернопільського (Кутківецького) будинку культури (1977–1978),
- викладачем гри на духових інструментах у Теребовлянському культосвітньому училищі (1982–1993),
- артистом, солістом-інструменталістом «Оркестри Волі» (1990–1995),
- заступник завідувача відділу культури Тернопільської міської ради (1993–1995),
- директором СМП «Доля» (1995–1999).

З 1999 року — директор та диригент муніципального духового оркестру «Оркестра Волі». Перебуваючи на цій посаді:
- оновлено репертуар колективу,
- створено дванадцять концертних програм,
- оркестр взяв участь близько в семистах концертах і масових заходах у Тернополі, області та за її межами.

## Нагороди та відзнаки
- Заслужений працівник культури України (2005)[1][2],
- гран-прі на першому Всеукраїнському конкурсі муніципальних духових оркестрів (1993, м. Київ).